# 多佛 (英國國會選區)
多佛（英語：Dover），英國國會一郡選區，包括英格蘭東南部肯特郡多佛爾區南部。始設於1395年，1885年前應選兩席，此後應選一席。1918年改為郡市區。
本區多數時間支持保守黨。自1997年任當區議員、工黨的格溫·普素在2010年大選中被保守黨的查理·埃爾菲克以44.0%選票擊敗。